# Ла-Кумбре (Колумбия)
Ла-Ку́мбре (исп. La Cumbre) — город и муниципалитет на западе Колумбии, на территории департамента Валье-дель-Каука. Входит в состав Южного субрегиона.

## История
Поселение, из которого позднее вырос город, было основано 13 ноября 1913 года. Муниципалитет Ла-Кумбре был выделен в отдельную административную единицу в 1922 году.

## Географическое положение
Город расположен в южной части департамента, в гористой местности Западной Кордильеры, на расстоянии приблизительно 18 километров к северо-северо-западу (NNW) от города Кали, административного центра департамента. Абсолютная высота — 1561 метр над уровнем моря.
Муниципалитет Ла-Кумбре граничит на севере с территорией муниципалитета Рестрепо, на западе — с муниципалитетом Буэнавентура, на юге — с муниципалитетом Кали, на востоке и юго-востоке — с муниципалитетом Юмбо, на северо-востоке — с муниципалитетом Вихес. Площадь муниципалитета составляет 253 км².

## Население
По данным Национального административного департамента статистики Колумбии, совокупная численность населения города и муниципалитета в 2015 году составляла 11 512 человек.
Динамика численности населения муниципалитета по годам:
| 2005   | 2006   | 2007   | 2008   | 2009   | 2010   | 2011   | 2012   | 2013   | 2014   | 2015   |
| ------ | ------ | ------ | ------ | ------ | ------ | ------ | ------ | ------ | ------ | ------ |
| 11 122 | 11 152 | 11 184 | 11 218 | 11 254 | 11 292 | 11 332 | 11 374 | 11 418 | 11 464 | 11 512 |

Согласно данным переписи 2005 года мужчины составляли 51,3 % от населения Ла-Кумбре, женщины — соответственно 48,7 %. В расовом отношении белые и метисы составляли 95,2 % от населения города; негры, мулаты и райсальцы — 4,4 %; индейцы — 0,4 %.
Уровень грамотности среди всего населения составлял 89,9 %.

## Экономика
62 % от общего числа городских и муниципальных предприятий составляют предприятия торговой сферы, 27,2 % — предприятия сферы обслуживания, 10 % — промышленные предприятия, 0,8 % — предприятия иных отраслей экономики.